# Warre Borgmans
Pour les articles homonymes, voir Borgmans.
Eddy Borgmans, dit Warre Borgmans, né à Mortsel en 1956, est un acteur belge néerlandophone.

## Théâtre
- Het Lortcher-Syndroom (2010-) (avec Dimitri Leue)
- Eindelijk! Hamlet (2010-)
- De diepte van het dal (2013-)[1]
- De biecht van Liszt (2014-)

## Filmographie partielle

### Télévision
- 1978 : De brusselse straatzanger (TV) : Lorca
- 1980 : De nieuwe Mendoza (TV) : Blinde
- 1980 : Esmoreit (TV) : Proloog
- 1980 : Tango (TV) : Arthur
- 1982 : Gloriant (TV) : Eerste jongen
- 1982 : Cello en contrabas (TV) : Luc
- 1982 : De man van twaalf miljoen (TV) : Stanny
- 1983 : Daar is een mens verdronken (TV) : Otto Heimier
- 1991 : De leraarskamer (TV) : Coenen
- 1993 : Langs de kade (série télévisée, 1988)
- 1994 : Novacheck (TV)
- 1994 : Buiten de Zone (série télévisée) : Prof. De Slaegher
- 1994 : Niet voor publikatie (série télévisée) : Luc Merckx
- 1994 : De plantage (série télévisée) : Gesprek omtrent nominatie Louis d'Or
- 1994 : Novacek (série télévisée) : Van Appel
- 1995 : Kulderzipken (série télévisée) : le premier frère Grimm, laquais du palais
- 1997 : Terug naar Oosterdonk (série télévisée) : Politie-officier
- 1997 : Windkracht 10 (2 épisodes) : Jean Louis Hubert De Jonghe (série télévisée)
- 1999-2005 : Het Peulengaleis (nl) (série télévisée)
- 1999 : F.C. De Kampioenen (épisode 2, saison 10 : Monsieur Boma) : Charles (série télévisée)
- 2000 : Recht op recht (série télévisée) : Masereel
- 2000 : De geheime dienst (série télévisée) : Mauritz Hazelhoff
- 2000 : Nefast voor de feestvreugde (TV) : John
- 2001 : Flikken (épisode 9, saison 3 : Vermist) : Luc De Vidts
- 2001 : Nefast voor de feestvreugde 2 (TV) : John
- 2002 : Stille waters (série télévisée) : Herman
- 2002 : Nefast voor de feestvreugde 3 (TV) : John
- 2003 : Dennis (série télévisée) : psychiatre

- 2003 : Team spirit - de serie (série télévisée) : Geert
- 2005 : Team spirit - de serie II (série télévisée) : Geert
- 2005 : Halleluja! (série télévisée) : Valentijn
- 2005 : Matroesjka's (série télévisée) : Dokter Van Looy
- 2004 : Het eiland (série télévisée) : Rik Nallaerts
- 2005 : De wet volgens Milo (série télévisée) : le juge d'instruction
- 2006 : De kavijaks (série télévisée) : Nle notaire - commissaire-priseur
- 2007 : En daarmee basta (série télévisée) : Ronny
- 2006 : W@=d@ (série télévisée) : Bompa Kado
- 2008 : Katarakt (série télévisée) : Oogarts
- 2008 : Spoed (série télévisée) : Gerrit
- 2009 : Van Vlees en Bloed (série télévisée) : docteur Van Cauter
- 2009 : Click-ID (série télévisée) : Johan Verboven
- 2010 : Oud België (série télévisée) : Jack
- 2010 : Dag & nacht (série télévisée) : Karel Elewijt
- 2007 : Zone stad (série télévisée) : Korpschef Frederik Speltinckx
- 2009 : David (série télévisée) : Ludo Wellens
- 2010 : De jaren stillekes (émission télévisée) : Hitler
- 2004 : Witse (série télévisée) : Procureur
- 2011 : De Ronde (série télévisée) : Jean-Jacques Deckx
- 2012 : Zingaburia (série télévisée) : Daan Saffraan
- 2012 : Danni Lowinski (série télévisée) : Mathias Kegels
- 2012 : Quiz Me Quick (série télévisée) : Uitvaartbegeleider
- 2012 : Clan (série télévisée) : Freddy De Wolf
- 2006 : Aspe (série télévisée) : Ernst Van Doren
- 2012 : Code 37 (série télévisée) : Michel Somers
- 2013 : Crème de la Crème (série télévisée) : Willy Janssen
- 2012 : Salamander (série télévisée) : commissaire Martin Colla
- 2014 : Cordon (série télévisée) : Directeur
- 2014 : Deadline 25/5 (série télévisée) : Lieven Koninckx
- 2011 : Hij komt, hij komt... De intrede van de Sint (série télévisée) : Weerman Renaat Van Zon
- 2015 : Vriendinnen (série télévisée) : Ben Demuynck
- 2015 : Noord Zuid (série télévisée) : Alain
- 2015 : Vossenstreken (série télévisée) : Herman Verhaelen
- 2015 : Vermist (série télévisée) : Willem Koch
- 2015 : 't Schaep Met De 5 Pooten (série télévisée) : Yves

### Cinéma
- 1981 : Het einde van de reis : Kwajongen
- 1982 : De potloodmoorden : Carl
- 1983 : Après l'amour : Frank Neyts
- 1985 : Het ongeluk
- 1993 : Republiek
- 1993 : Beck - De gesloten kamer : Winter / Waterman
- 1994 : Max de Freddy Coppens : Mijnheer Voet
- 1995 : Tot ziens : Walter
- 1996 : Elixir d'Anvers : Deken
- 1999 : Blinker : Paps
- 2000 : Blinker en het Bagbag-juweel : Paps
- 2001 : Pauline et Paulette : Syndic
- 2002 : De blauwe roos : Kleine postbeambte
- 2003 : Team Spirit 2 : Geert
- 2005 : Buitenspel : Dr. de Vlieger
- 2006 : De hel van Tanger : Jozef Van Zuylen
- 2006 : Windkracht 10: Koksijde Rescue : Jean Louis Hubert De Jonghe
- 2008 : Los
- 2008 : Blinker en de blixvaten : Paps / Blix Junior
- 2010 : Two Eyes Staring (Zwart Water) de Elbert van Strien : le psychiatre
- 2010 : Tabu : Frank
- 2010 : Zot van A. : Begrafenisondernemer
- 2011 : Groenten uit Balen : Bankdirecteur
- 2013 : Marina de Stijn Coninx : monsieur Somers, le père d'Helena
- 2015 : De Broers Van Bommel : Piet van Bommel (en post-production)
- 2015 : Ay! Ay! Ramon : Kapitein Karel (en post-production)

## Doublage
- Voix néerlandophone du shérif Woody

## Distinctions
- 2004	: Prix Joseph Plateau : Meilleur acteur flamand de télévision pour Het Peulengaleis (nl) (1999) et Team Spirit (nl) (2003)